# Russian Penguins
Pour les articles homonymes, voir Penguin.
Les Russian Penguins (Manchots russes) sont une équipe de joueurs russes de hockey sur glace qui a joué une saison dans la Ligue internationale de hockey (saison 1993-1994). L'équipe n'a joué finalement qu'un match contre chacune des autres franchises de la ligue et a gagné deux matchs pour neuf défaites et deux défaites en prolongation.
La franchise a vu le jour en 1993 sous l'impulsion du propriétaire des Penguins de Pittsburgh, Harold Baldwin, qui a décidé d'investir à hauteur de 50 % dans l'équipe de l'Armée Rouge. Le but de l'investissement était de favoriser les liens de Pittsburgh avec les clubs russes.

## Joueurs
- Liste des joueurs de l'équipe[1]

| Gardien              | PJ | Min | BE | MoyBE | V | D | N | Arrêts | %A     | SO |
| -------------------- | -- | --- | -- | ----- | - | - | - | ------ | ------ | -- |
| Nikolaï Khabibouline | 12 | 639 | 47 | 4.41  | 2 | 7 | 2 | 323    | 87,3 % | 0  |
| Sergueï Zviaguine    | 4  | 140 | 14 | 6     | 0 | 2 | 0 | 58     | 80,6 % | 0  |

| n°     | Joueur                   | PJ     | B  | A  | Pts | PUN |
| ------ | ------------------------ | ------ | -- | -- | --- | --- |
| 23     | Andreï Vassiliev         | 13     | 10 | 6  | 16  | 4   |
|        | Sergueï Bryline          | 13     | 4  | 5  | 9   | 18  |
| 21     | Valentin Morozov         | 11     | 3  | 5  | 8   | 2   |
| 9      | Denis Vinokourov         | 13     | 3  | 3  | 6   | 12  |
| 16     | Vladislav Iakovenko      | 6      | 0  | 6  | 6   | 10  |
| 5      | Oleg Belov               | 11     | 3  | 2  | 5   | 10  |
| 22     | Albert Lechtchiov        | 12     | 2  | 3  | 5   | 4   |
| 7      | Aleksandr Ossadchi       | 11     | 0  | 5  | 5   | 24  |
| 17     | Aleksandr Kharlamov      | 12     | 2  | 2  | 4   | 4   |
| 13     | Vladimir Jachkov         | 9      | 2  | 1  | 3   | 19  |
| 24     | Mikhaïl Belobraguine     | 7      | 1  | 2  | 3   | 2   |
| 38     | Boris Zelenko            | 9      | 1  | 2  | 3   | 0   |
| 27     | Roman Mozgounov          | 8      | 2  | 0  | 2   | 4   |
| 3      | Andreï Iakovenko         | 3      | 1  | 1  | 2   | 2   |
| 6      | Vassili Tourkovski       | 6      | 0  | 2  | 2   | 11  |
| 28     | Iouri Iouresko           | 6      | 0  | 2  | 2   | 16  |
| --     | Artour Oktiabriov        | 10     | 0  | 2  | 2   | 12  |
| 11     | Dmitri Gorenko           | 8      | 1  | 0  | 1   | 2   |
|        | Sergueï Rechetnikov      | 5      | 0  | 1  | 1   | 2   |
|        | Alekseï Issaïkine        | 6      | 0  | 1  | 1   | 10  |
| 2      | Sergueï Selianine        | 9      | 0  | 1  | 1   | 24  |
| 4      | Stanislav Chalnov        | 2      | 0  | 0  | 0   | 2   |
| 31     | Sergueï Zviaguine (G)    | 4      | 0  | 0  | 0   | 0   |
| 25     | Ian Goloubovski          | 8      | 0  | 0  | 0   | 23  |
| 39     | Aleksandr Titov          | 9      | 0  | 0  | 0   | 8   |
| 1      | Nikolaï Khabibouline (G) | 12     | 0  | 0  | 0   | 0   |
| Totaux | Totaux                   | Totaux | 35 | 52 | 87  | 229 |